# 令牌环
令牌环（英語：Token-Ring）又稱權標環或權杖環，是定义在IEEE 802.5标准中的一种局域网接入方式。

令牌环网络結構圖

令牌环网络的基本原理是利用令牌（代表发信号的许可）来避免网络中的冲突，它与使用冲突检测算法CSMA/CD的以太网相比能提高网络的数据传送率。此外，它还可以设定传送的优先度。一个4M的令牌环网络和一个10M的以太网数据传送率相当，一个16M的令牌环网络的数据传送率接近一个100M的以太网。但这种网络不可复用，导致网络利用率低下。当网络中一个结点拿到令牌而使用网络后，不管此结点使用多少带宽，其他结点都必须等待其使用完网络并放弃令牌后才有机会申请令牌并使用网络。此外，网络中还需专门结点维护令牌。
令牌环也暗示了除了使用令牌外，这还是一个环形网络拓扑。令牌环是一个OSI 7层模型中的第二层（数据链路层）协议。除了4Mbps、16Mbps外，IEEE 802.5还定义了100Mbps和1Gbps的数据传输率，不过后两者极少被用到。
令牌环网络是1980年代中期由IBM开发，很长一段时间是IBM的网络标准、被IBM生产所有的计算机支持。令牌环可以用橋接器或路由器連接其他網路。令牌环网络在实际应用中确实是“环”形网络，只不过由于使用所谓多站接入单元设备而可以实现星形布线。这样的设备具有一定智能，会将不用的端口环接起来，使令牌畅通。IEEE 802.5标准主要基于IBM的令牌环网络，但也有一些细微差别。

## 传输方法
传送数据时会由掌握令牌的电脑先发送数据。接收数据的电脑会检查帧表头，若是送给自己的则处理之。无论是否是送给自己的，都会再传下去，传一圈后检查资料是否相同以确认资料没有传输错误。待送完数据后可以依需要调整令牌的优先度（改得比自己的优先度低），再把令牌传递到下一台电脑。若接收到令牌但优先度较自己的高，则要把令牌传递到下一台电脑。